# Senior Officer Present Afloat
Senior Officer Present Afloat, im allgemeinen militärischen Sprachgebrauch nur SOPA genannt, ist eine temporäre Dienststellung der US Navy für den ranghöchsten oder – bei mehreren Offizieren gleichen Dienstgrads – rangältesten Kommandeur eines im Hafen liegenden Verbandes, mehrerer verschiedener Verbände oder einzelner Kriegsschiffe oder U-Boote.
Der SOPA repräsentiert für die Dauer des Hafenaufenthalts sämtliche Navy-Einheiten gegenüber höheren Kommandoebenen oder zivilen Behörden. Damit ist er gleichzeitig für sämtliche Besatzungen und ihr Verhalten bei Landgängen verantwortlich.
Die Funktion des Senior Officer Present Afloat ist eine Dienststellung zur Regelung sämtlicher Belange einer Schiffsgruppe in ausländischen Häfen entweder mit Zivilbehörden oder mit fremden Seestreitkräften, trotzdem kann das Prinzip auch in eigenen Häfen Anwendung finden.

## Beispiele für die Anwendung der Dienststellung

### Beispiel A
Ein Minensucher fährt in den Hafen von Sasebo, Nagasaki, (Japan) ein. Der Kommandant des Schiffs bekleidet den Rang eines Lieutenant Commander und wurde vorab benachrichtigt, wer der amtierende örtliche SOPA ist – in diesem Fall ein höherrangiger Offizier der ebenfalls im Hafen liegenden Zerstörergruppe, entweder ein Commander oder Captain. Unmittelbar nach dem Ankern erhält der Lieutenant Commander seine Instruktionen, die seinen gesamten Hafenaufenthalt regeln, vom SOPA. Dies betrifft sowohl die Nachschubergänzung und die Landgänge als auch die gemeinsame taktische Ausrichtung der Schiffe, die zu der Zeit im Hafen liegen (Kommunikations- und Waffenvernetzung, Patrouillenregelung).

### Beispiel B
Ein Raketenkreuzer mit einem Offizier im Admiralsrang an Bord legt im selben Hafen an. Sofort geht die SOPA-Dienststellung an diesen Offizier über. Vom Moment des Anlegens an gelten seine Befehle hinsichtlich des Hafenaufenthalts.

### Beispiel C
Während des Zweiten Weltkrieges und des Koreakrieges wurde das SOPA-Prinzip auch in verbündeten multinationalen Schiffsgruppierungen, die gemeinsam in einem Hafen lagen, angewendet. So konnte zum Beispiel ein britischer Offizier als SOPA Kommandogewalt über US-Kriegsschiffe ausüben.

## SOP(A)
SOP(A) bezeichnet die Dienststellung Senior Officer Present (Ashore).